# Премія Асоціації кінокритиків Лос-Анджелеса за найкращий фільм
Премія Асоціації кінокритиків Лос-Анджелеса за найкращий фільм (англ. Los Angeles Film Critics Association Award for Best Film) —  це нагорода, яку щорічно призначає Асоціація кінокритиків Лос-Анджелеса.

## Переможці

### 1970-ті роки
| Церемонія   | Дата                          | Найкращий фільм                 | Оригінальна назва                | Режисер       |
| ----------- | ----------------------------- | ------------------------------- | -------------------------------- | ------------- |
| 1-ша (1975) |                               | Собачий полудень                | Dog Day Afternoon                | Сідні Люмет   |
| 1-ша (1975) | Пролітаючи над гніздом зозулі | One Flew Over the Cuckoo's Nest | Мілош Форман                     |               |
| 2-га (1976) |                               | Телемережа                      | Network                          | Сідні Люмет   |
| 2-га (1976) | Роккі                         | Rocky                           | Джон Евілдсен                    |               |
| 3-тя (1977) |                               | Зоряні війни: Нова надія        | Star Wars Episode IV: A New Hope | Джордж Лукас  |
| 4-та (1978) |                               | Повернення додому               | Coming Home                      | Гел Ешбі      |
| 5-та (1979) |                               | Крамер проти Крамера            | Kramer vs. Kramer                | Роберт Бентон |

### 1980-ті роки
| Церемонія    | Дата | Найкращий фільм   | Оригінальна назва          | Режисер(и)      |
| ------------ | ---- | ----------------- | -------------------------- | --------------- |
| 6-та (1980)  |      | Скажений бик      | Raging Bull                | Мартін Скорсезе |
| 7-ма (1981)  |      | Атлантик-Сіті     | Atlantic City              | Луї Маль        |
| 8-ма (1982)  |      | Іншопланетянин    | E.T. The Extra-Terrestrial | Стівен Спілберг |
| 9-та (1983)  |      | Мова ніжності     | Terms of Endearment        | Джеймс Брукс    |
| 10-та (1984) |      | Амадей            | Amadeus                    | Мілош Форман    |
| 11-та (1985) |      | Бразилія          | Brazil                     | Террі Гілліам   |
| 12-та (1986) |      | Ганна і її сестри | Hannah and Her Sisters     | Вуді Аллен      |
| 13-та (1987) |      | Надія і слава     | Hope and Glory             | Джон Бурмен     |
| 14-та (1988) |      | Крихітка Дорріт   | Little Dorrit              | Христина Едзард |
| 15-та (1989) |      | Роби як треба     | Do the Right Thing         | Спайк Лі        |

### 1990-ті роки
| Церемонія    | Дата | Найкращий фільм          | Оригінальна назва   | Режисер(и)        |
| ------------ | ---- | ------------------------ | ------------------- | ----------------- |
| 16-та (1990) |      | Славні хлопці            | Goodfellas          | Мартін Скорсезе   |
| 17-та (1991) |      | Багсі                    | Bugsy               | Баррі Левінсон    |
| 18-та (1992) |      | Непрощенний              | Unforgiven          | Клінт Іствуд      |
| 19-та (1993) |      | Список Шиндлера          | Schindler's List    | Стівен Спілберг   |
| 20-та (1994) |      | Кримінальне чтиво        | Pulp Fiction        | Квентін Тарантіно |
| 21-ша (1995) |      | Покидаючи Лас-Вегас      | Leaving Las Vegas   | Майк Фігіс        |
| 22-га (1996) |      | Таємниці і брехня        | Secrets & Lies      | Майк Лі           |
| 23-тя (1997) |      | Таємниці Лос-Анджелеса   | L.A. Confidential   | Куртіс Генсон     |
| 24-та (1998) |      | Врятувати рядового Раяна | Saving Private Ryan | Стівен Спілберг   |
| 25-та (1999) |      | Своя людина              | The Insider         | Майкл Манн        |

### 2000-ні роки
| Церемонія    | Дата      | Найкращий фільм                      | Оригінальна назва                       | Режисер(и)                             |
| ------------ | --------- | ------------------------------------ | --------------------------------------- | -------------------------------------- |
| 26-та (2000) | грудень   | Тигр підкрадається, дракон ховається | 臥虎藏龍                                | Енг Лі                                 |
| 27-ма (2001) | 15 грудня | У спальні                            | In the Bedroom                          | Тод Філд                               |
| 28-ма (2002) | 15 грудня | Про Шмідта                           | About Schmidt                           | Александер Пейн                        |
| 29-та (2003) | 7 грудня  | Американська пишнота                 | American Splendor                       | Шарі Спрінгер Берман і Роберт Пульчіні |
| 30-та (2004) | 11 грудня | На узбіччі                           | Sideways                                | Александер Пейн                        |
| 31-ша (2005) | грудень   | Горбата гора                         | Brokeback Mountain                      | Енг Лі                                 |
| 32-га (2006) | грудень   | Листи з Іодзіми                      | 硫黄島からの手紙 /Iōjima Kara no Tegami | Клінт Іствуд                           |
| 33-тя (2007) | 9 грудня  | Нафта                                | There Will Be Blood                     | Пол Томас Андерсон                     |
| 34-та (2008) | 9 грудня  | ВОЛЛ·І                               | WALL-E                                  | Ендрю Стентон                          |
| 35-та (2009) | 14 грудня | Володар бурі                         | The Hurt Locker                         | Кетрін Біґелоу                         |

### 2010-ті роки
| Церемонія    | Дата      | Найкращий фільм        | Оригінальна назва    | Режисер(и)        |
| ------------ | --------- | ---------------------- | -------------------- | ----------------- |
| 36-та (2010) | 12 грудня | Соціальна мережа       | The Social Network   | Девід Фінчер      |
| 37-ма (2011) | 11 грудня | Нащадки                | The Descendants      | Александер Пейн   |
| 38-ма (2012) | 9 грудня  | Кохання                | Amour                | Міхаель Ганеке    |
| 39-та (2013) | 8 грудня  | Гравітація             | Gravity              | Альфонсо Куарон   |
| 39-та (2013) | 8 грудня  | Вона                   | Her                  | Спайк Джонз       |
| 40-ва (2014) | 7 грудня  | Юність                 | Boyhood              | Річард Лінклейтер |
| 41-ша (2015) | 6 грудня  | У центрі уваги         | Spotlight            | Том Мак-Карті     |
| 42-га (2016) | 4 грудня  | Місячне сяйво          | Moonlight            | Баррі Дженкінс    |
| 43-тя (2017) | 3 грудня  | Назви мене своїм ім'ям | Call Me by Your Name | Лука Гуаданьїно   |
| 44-та (2018) | 9 грудня  | Рома                   | Roma                 | Альфонсо Куарон   |
| 45-та (2019) | 8 грудня  | Паразити               | Parasite             | Пона Чжун Хо      |

### 2020-ті роки
| Церемонія    | Дата      | Найкращий фільм           | Оригінальна назва    | Режисер(и)      |
| ------------ | --------- | ------------------------- | -------------------- | --------------- |
| 46-та (2020) | 20 грудня | Мала сокира               | Small Axe            | Стів Макквін    |
| 47-та (2021) | 20 грудня | Сядь за кермо моєї машини | ドライブ・マイ・カー | Рюсуке Хамаґучі |